# Бардымское сельское поселение
Бардымское сельское поселение — упразднённое муниципальное образование, входившее в состав Бардымского муниципального района Пермского края. Административный центр — село Барда.
Образовано в ноябре 2004 года в результате реформы местного самоуправления. В ноябре 2019 года упразднено путём включения в состав Бардымского муниципального округа.

## Население
По данным переписи 2010 года численность населения составила 9379 человек, в том числе 4387 мужчин и 4992 женщины.
В 2005 году численность населения составляла 9673 человек.

## Населённые пункты
| Название   | Тип населённого пункта       | Население, 2010 год | Почтовый индекс | ОКАТО          |
| ---------- | ---------------------------- | ------------------- | --------------- | -------------- |
| Барда      | село, административный центр | 8826                | 618 150         | 57 204 807 001 |
| Мостовая   | деревня                      | 337                 | 618 150         | 57 204 807 002 |
| Старый Чад | деревня                      | 131                 | 618 150         | 57 204 807 003 |
| Чалково    | деревня                      | 85                  | 618 153         | 57 204 807 004 |